# Hospital Hermilio Valdizán
Hospital Hermilio Valdizán es un establecimiento psiquiátrico ubicado en el distrito de Santa Anita, en la ciudad de Lima, capital del Perú. El director del hospital es el doctor Hugo Wiliam Peña Lovatón. El hospital lleva el nombre del médico, psiquiatra y escritor peruano Hermilio Valdizán.

## Historia
En 1944, la Beneficencia Pública de Lima construyó el local, con el objetivo de acoger a los pacientes mentales crónicos del Hospital Víctor Larco Herrera. Estuvo cerrado hasta 1961, porque la orden de San Juan de Dios, estimo que, las construcciones no juntaban las condiciones arquitectónicas de un Hospital Psiquiátrico. El 9 de septiembre de 1961, inauguró sus puertas como un centro psiquiátrico para enfermos adultos recuperables, estando como Ministro de Salud el Dr. Rodrigo Franco Guerra.
El Centro de Rehabilitación de Ñaña fue creado en 1978, y es una dependencia del Hospital Hermilio Valdizán y del Ministerio de Salud.

## Galería

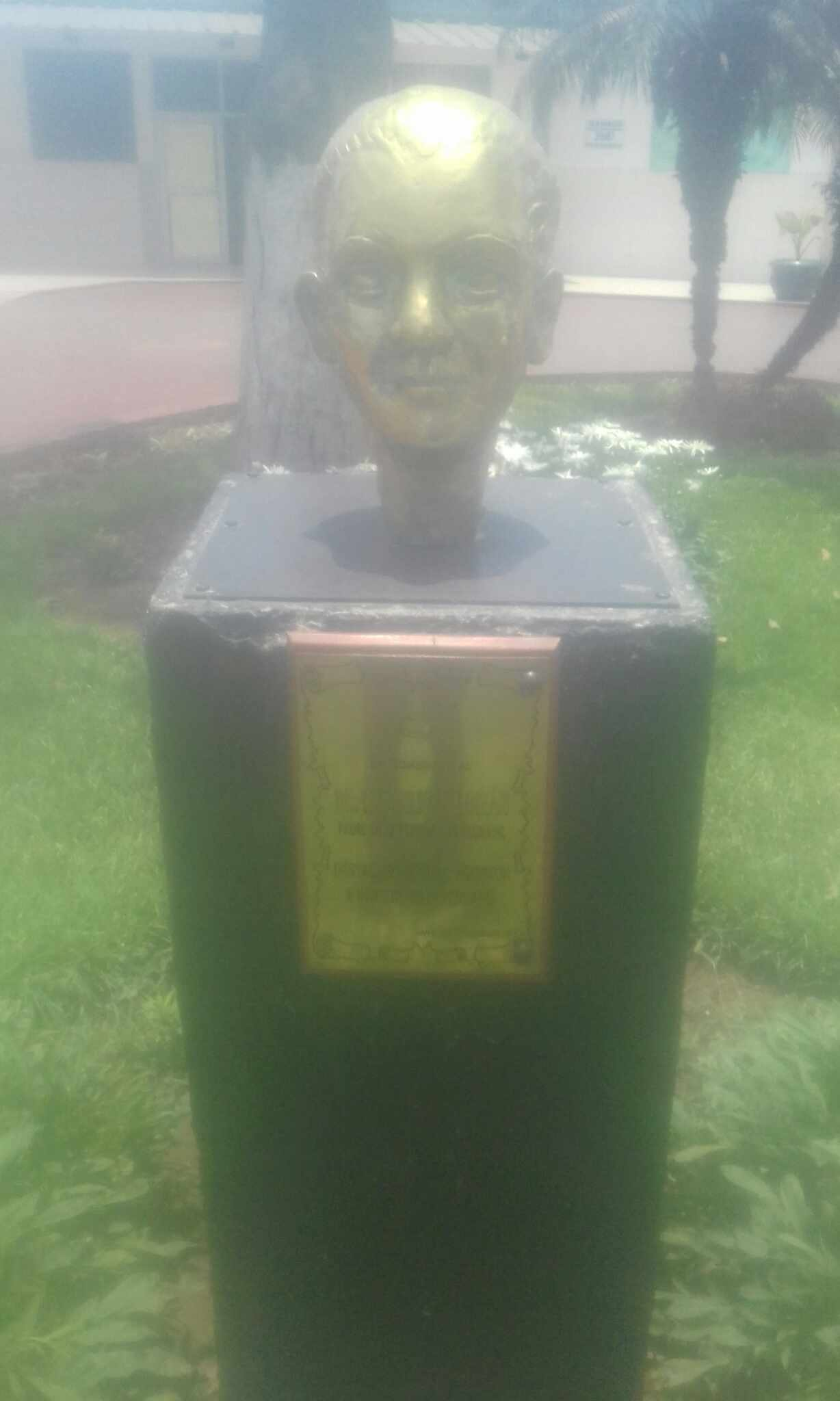
Busto de Hermilio Valdizán
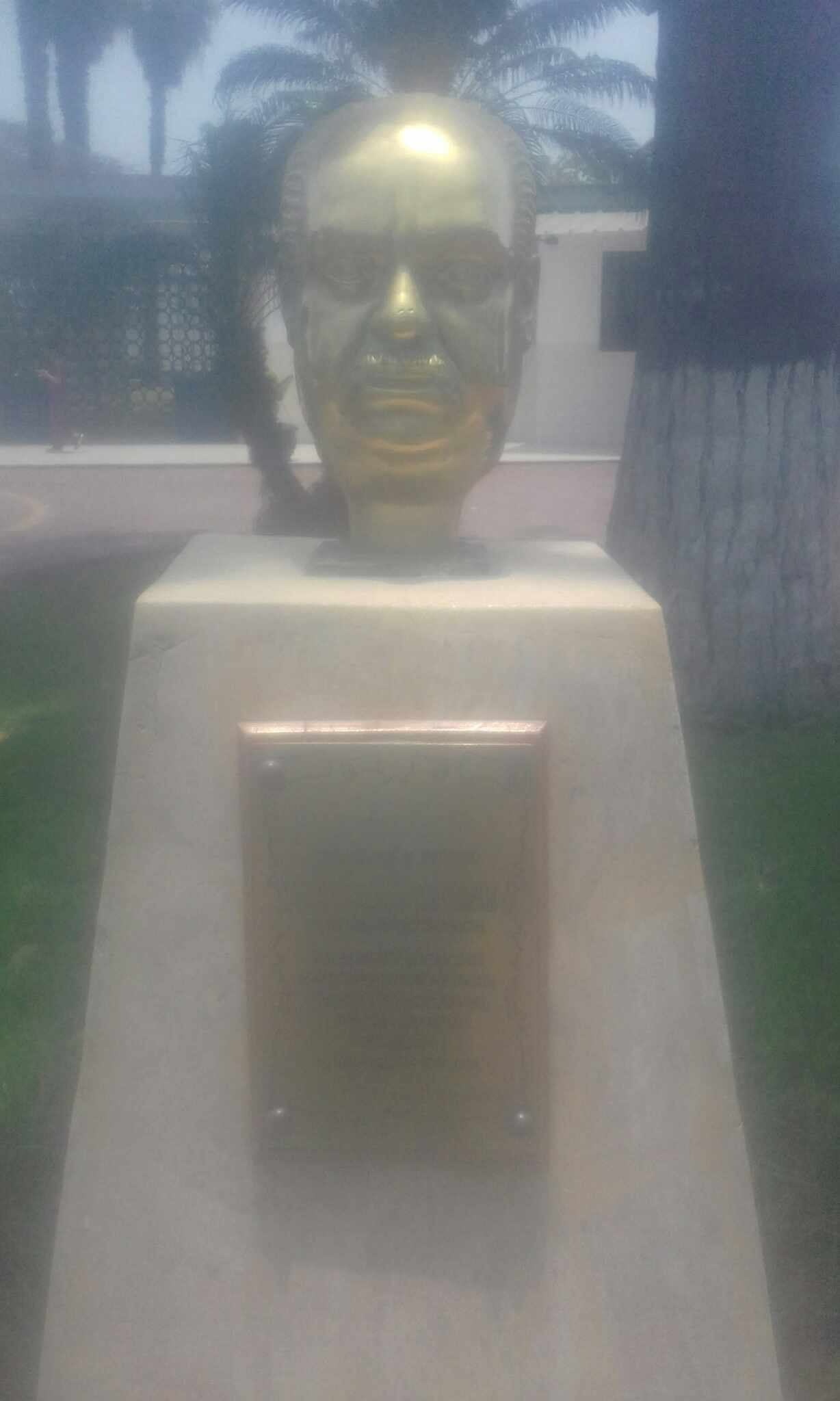
Busto de Humberto Rotondo